# Haewon und die Männer
Haewon und die Männer (Originaltitel: Nugu-ui Ttal-do Anin Haewon, intl. Titel: Nobody’s Daughter Haewon) ist ein Spielfilm des südkoreanischen Regisseurs Hong Sang-soo aus dem Jahr 2013. In dem Film geht es um die Themen Schönheit, Freundschaft, Liebe und Beziehung, die im Leben der Studentin Haewon eine große Rolle spielen. Der Film spielt mit den Ebenen Traum, Gerücht und Realität.

## Handlung
Die Studentin Haewon träumt davon, Schönheitskönigin zu werden oder zumindest einen Mann zu finden. In Träumen oder in der Wirklichkeit führt ihr Weg sie immer wieder an die gleichen Orte (eine Buchhandlung, ein Park, eine Festungsruine), wo es zur Begegnung mit verschiedenen Menschen kommt.
Nachdem ihre Beziehung zu einem Mitstudenten beendet ist und ihre Mutter ins Ausland geht, fühlt Haewon sich allein gelassen. Nun erst recht stellt sich für sie die Frage, mit wem sie eine Beziehung führen möchte. Mit ihrem Dozenten, mit dem sie vor langer Zeit einen One-Night-Stand hatte und der ihr zugeneigt ist, aber öffentlich nicht zu ihr steht, weil er selbst verheiratet ist? Oder doch eher mit einem geschiedenen Professor aus Amerika, den sie kaum kennt? Oder weder noch?
Es bleibt offen, ob nicht alles, was wir im Film sehen, nur ein Traum ist.

## Kritiken
„Der fliegende Wechsel zwischen heiteren und angespannten Situationen mag mit dem unsicheren Status der jeweiligen Sequenzen korrespondieren – was ist Traum, was ist Gegenwart, was ist Erinnerung –, aber ohnehin führen solche Zuweisungen mehr in ein Labyrinth als auf den Jahrmarkt. Sinn und Erlösung ist es, sich zu verlieren. Weniger funktioniert Nobody’s Daughter Haewon als Episode oder als Ventil, vielmehr ist er dessen sublimierte Form, die das Leben bereichert, ohne es vergessen zu machen, die entführt, ohne die Aufmerksamkeit zu zerstreuen. Der Film wächst fast unbemerkt, und er hallt nach.“

## Hintergrund
Der Film feierte seine Premiere am 15. Februar 2013 Rahmen des Wettbewerbs der 63. Berlinale.